# جيب شيروكي (أس جي)
جيب شيروكي (بالإنجليزية: Jeep Cherokee (SJ))‏ هي سيارة من تصنيع شركة أمريكان موتورز.
جيب شيروكي سي جي سلسلة سيارات جيب شيروكي SJ Jeep Cherokee وهي سيارة دفع رباعي كاملة الحجم تم إنتاجها من عام 1974 حتى 1983 بواسطة شركة جيب. البداية كان اعتمادها على خط إنتاج واغنر الذي صممه في الأصل بروكس ستيفنز في عام 1963.[بحاجة لمصدر]

## التطوير
كانت شيروكي إعادة تصميم أُعيد تصميمها بنمط هيكل ببابين، مع نافذة جانبية خلفية واحدة ثابتة مع قسم قابل للقلب (إختياري). في السابق، كانت نسخة ذات بابين متاحة في خط جيب واغنر من عام 1963 إلى عام 1967، على الرغم من أن هذا كان له نفس تكوين العمود والنافذة مثل واغنر بأربعة أبواب.
تم تسويق الشيروكي على أنها البديل «الرياضي» ببابين لعربة جيب ستيشن. ظهر مصطلح «مركبة رياضية» لأول مرة في كتيب مبيعات شيروكي لعام 1974. لم تتم إضافة أربعة أبواب إلى التشكيلة حتى عام 1977.
كانت الشيروكي الأولى لعام 1974 متاحة فقط في التكوين القياسي «للمسار الضيق» كنماذج أساسية (موديل 16)، أو طرازات S الأعلى من الخط (موديل 17). في وقت لاحق، تضمنت مستويات التشذيب في شيروكي.
- إس سبورت 1974
- شيف (1976 - 1983)
- غولدن إيغل (1978 - 1979)
- غولدن هوك
- لاريدو (1980 - 1983)[6]

كانت غولدن إيغل وغولدن هوك حزم رسومات؛  وكانت لاريدو أكثر من حزمة تنجيد. للسنة الأخيرة فقط، في عام 1983، كانت حزمة «بايونير» جديدة قياسية على الأبواب الأربعة واختيارية على البابين. كانت حزم شيروكي شيف ولاريدو لا تزال متوفرة، ولكن فقط على طرازات وايد ويل ذات البابين.

## الأداء
تتألف خيارات المحرك من محطات توليد الطاقة AMC I6 أو V8. عندما تم تجهيزها بمحرك AMC V8 بقوة 215 حصاناً (160 كيلوواط؛ 218 حصانًا) 401 قدم مكعب (6.6 لتر)، فإنها ستتفوق على سيارات الدفع الرباعي الأخرى في فئتها، ومع تروس للطرق السريعة (3.07: 1)، يمكن أن تصل إلى سرعات زائدة  100 ميل في الساعة (161 كم / ساعة) (كانت النماذج المبكرة 120 ميلاً في الساعة عداد السرعة).
تم تقديم مجموعة من محركات AMC: 110 حصان (82 كيلو واط؛ 112 حصاناً) 258 مكعباً (4.2 لتراً) بست أسطوانات، 175 حصان (130 كيلو واط؛ 177 حصاناً) 360 قدم مكعب في (5.9 لتر) V8 مع اثنين - مكربن البرميل، 195 حصان (145 كيلوواط، 198 حصان) رباعي الأسطوانات 360، 401 مكعب في (6.6 لتر) V8، وحتى زيتغست- بيجو تيربو ديزل، وإن كان نادراً جداً. 
يحتوي المحرك 401 المتين على عمود مرفقي مزور وقضبان توصيل مزورة، بالإضافة إلى كتلة المحتوى العالي من النيكل في AMC V8s الأخرى. تم إيقاف 401 في نهاية عام 1978. بعد الحصول على AMC في عام 1987، احتفظت كرايسلر بـ 360 cu في (5.9 لتر) V8 قيد الإنتاج حتى عام 1991 لسيارة جيب جراند واغنر.
تستمر شيروكي سي جي - جنباً إلى جنب مع واغنر وجي - ترك - في الحفاظ على الرقم القياسي لأكبر محرك تم تقديمه على الإطلاق في سيارة جيب، مع تجاوز الإزاحة 401 حتى SRT-8 جراند شيروكي 392 س.مكعب في (6.4 لتر) محرك هيمي كرايسلر.

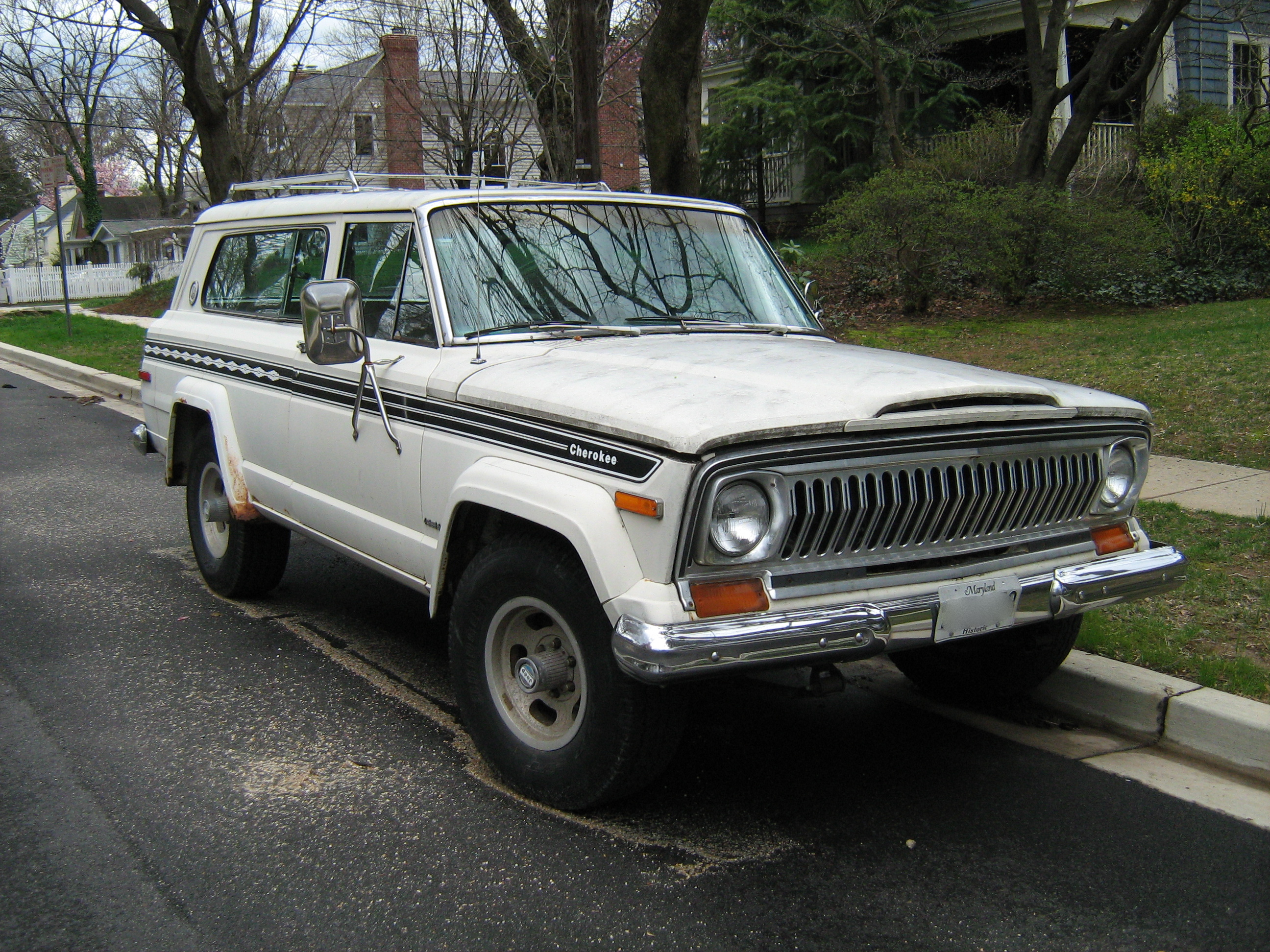
جيب شيروكي SJ وايد ترك (شيف)

## الميكانيكا
كان صندوق التروس اليدوي رباعي السرعات T-18 / T-18a قياسياً لجميع السنوات، بينما خلال عام 1979، كان محرك تيربو هايدرولك TH400 الخاص بشركة جنرال موتورز، والذي تم تركيبه بشكل أكثر شيوعاً لشاحنات 3/4 و1 طن بدلاً من سيارات الدفع الرباعي (اختيارياً). للمقارنة، استخدمت سيارة الدفع الرباعي الخاصة بجنرال موتورز، شيفي بليزر، آلة TH350 الأوتوماتيكية. بعد عام 1979، تم استبدال TH400 بناقل الحركة من كرايسلر تورك فلايت 727.

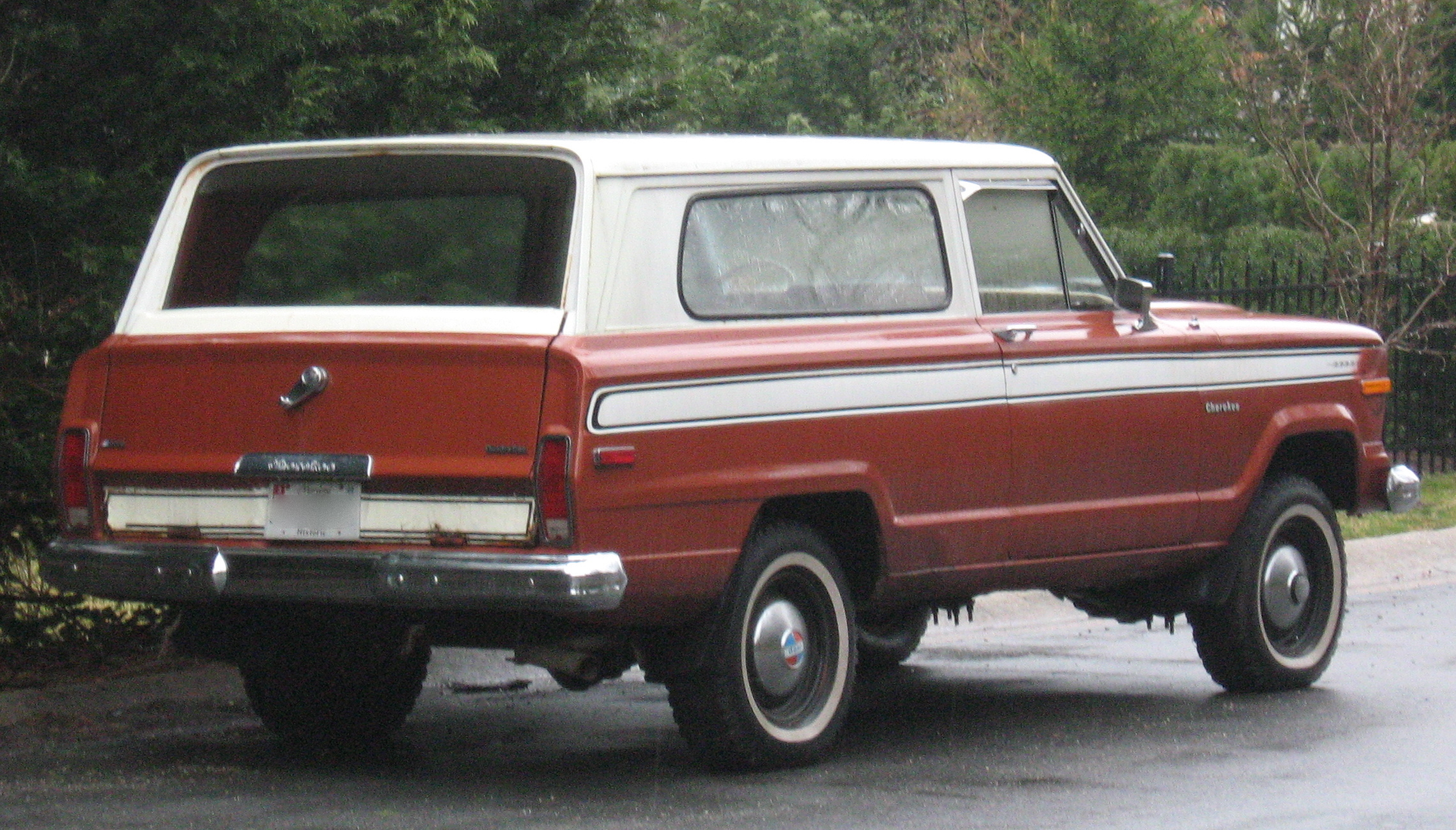
جيب شيروكي (SJ (1974

### كوادرا ترك
كانت علبة نقل دانا 20 التي تعمل بالعتاد مع نطاق منخفض 2.03: 1 قياسية مع علبة التروس اليدوية (التي كان لها ترس أول أقل بكثير 6.3: 1)، بينما تلقت TH400 الأوتوماتيكية نظام كواترا ترك الدائم رباعي الدفع. تم تطوير نظام كواترا ترك المصنوع من الألمنيوم والمُحرك بالسلسلة في ذلك الوقت. وشمل قفلًا تفاضلياً مركزياً يعمل بالفراغ. تمت إزاحة علبة النقل، مما سمح لها بالجلوس فوق الإطار مباشرة لتجنب العقبات، والسلسلة نفسها أكبر من أي شيء آخر تقريباً. أفاد اختبار أجراه كتاب بيترسين الكامل للدفع الرباعي أن الشيروكي كانت السيارة الوحيدة التي لا يمكن تحويلها إلى ديناميكي لأن علبة النقل لن تسمح للعجلات الخلفية بالدوران، على عكس المركبات الأخرى ذات الدفع الرباعي التي يتم اختبارها بدوام كامل.
في اختبار الطرق الوعرة، كان الشيء نفسه صحيحاً. تم استخدام حالة النقل هذه أيضاً بنجاح في سباقات باجا، على سبيل المثال بواسطة روغر ميرس في باجا 1000. كان النطاق المنخفض (2.57: 1) اختيارياً على كوادرا ترك.
في عام 1976، تم تقديم حزمة شيروكي شيف. بصرف النظر عن التغييرات في القطع، تلقى هذا النموذج مصدات أكبر ومحاور أوسع، مما يسمح بتركيب إطارات أكبر لتحسين القدرة على الطرق الوعرة. لم تكن النماذج ذات الأربعة أبواب متوفرة مع محاور «المسار العريض». تم تقديم حزمة غولدن إيغل في عام 1979. كانت نفس حزمة شيروكي شيف ولكن كانت تحتوي على تنجيد داخلي من الدنيم وعجلات فولاذية مطلية بالذهب وزخرفة خارجية مميزة تضمنت ملصق نسر ذهبي كبير على غطاء المحرك. في عام 1980 تم تقديم حزمة لاردو الراقية.
تم استخدام محاور دانا 44 في كل من الأمام والخلف على الأقل خلال عام 1979. وكانت أجهزة الفرامل في الغالب من معدات جنرال موتورز (مصدرها من المحور المستقيم 1/2 طن من شاحنة خفيفة 4x4 وخط SUV بما في ذلك جنوط العروة الستة)، مع قرص  مكابح أمامية (اختيارية في الموديلات السابقة) ومكابح أسطوانية في الخلف.
تحتوي جميع الشيروكي على نوابض أوراق شبه إهليلجية في الأمام والخلف.

## الأسواق الدولية
تم تسويق الشيروكي في بلدان القيادة اليمنى واليسرى (مثل المملكة المتحدة وأستراليا). كان الإنتاج الرئيسي لشيروكي في توليدو، أوهايو.

### أستراليا
تم تجميع شيروكي سي جي في بريسبان، أستراليا منذ عام 1981. كانت الوحدات الأولية عبارة عن واردات مبنية بالكامل تحتاج إلى تفكيكها جزئياً لاستخدامها في القيادة اليمنى. في وقت لاحق، بدأت شركة جيب أستراليا في التجميع الكامل لشاحنات SUV وJ20 من مجموعات الضرب. مشاكل قطع الغيار، ومراقبة الجودة، والقدرة المحدودة لمصنع التجميع (بحد أقصى 60 سيارة من طراز شيروكي / J20 شهرياً)، ونقص دعم الوكلاء (كان العديد منها عبارة عن متاجر متعددة الامتياز، لذا لم تكن سيارات الجيب هي محور تركيزهم) للحفاظ على حصتها في السوق.
حددت لوائح التعريفة الأسترالية مركبات الدفع الرباعي «الحقيقية» على أنها ذات هيكل منفصل وهيكل الهيكل ولديها رسوم بنسبة 25% ولا توجد قيود على الحصص، في حين تم تصنيف المركبات ذات الهيكل المتكامل على أنها «سيارات» وتخضع لقيود كمية الاستيراد وa  57.5% ضريبة. وهذا يعني أن تجميع طرازات SJ استمر حتى بعد تقديم AMC لطراز XJ المدمج الحديث. تم إيقاف جميع مجموعات شيروكي في أستراليا بحلول عام 1985، بعد ثلاث سنوات من استبدال SJ في الولايات المتحدة بـ XJ.

### الأرجنتين
في الأرجنتين، تم تصنيع الشيروكي من قِبل صناعات كايزر الأرجنتين، الذي أعاد تسمية السيارة الرياضية متعددة الاستخدامات جيب غلاديتور.
تم تقديمه بنوع واحد من المحركات، محرك تورنادو المدمج بستة سرعات محلي الصنع، وكان مزوداً بدليل ثلاثي السرعات الانتقال. في وقت لاحق، تلقت سيارات الجيب نسخة محدثة وأكثر قوة من هذا المحرك بسبعة محامل رئيسية تسمى «تورينو».

## الجوائز
في فبراير 1974، كانت جيب شيروكي أول سيارة تحصل على «جائزة الإنجاز» من مجلة فور ويلر والتي أصبحت فيما بعد جائزة «فور ويلر للعام».

## روابط خارجية
- الرابطة الدولية لسيارات الجيب بالحجم الكامل